# 委託又ハ郵便ニ依ル戸籍届出ニ関スル法律
委託又ハ郵便ニ依ル戸籍届出ニ関スル法律（いたくまたはゆうびんによるこせきとどけでにかんするほうりつ、昭和15年3月23日法律第4号）は、委託または郵便による戸籍届出に関する法律である。この法律には題名が付されておらず、「委託又ハ郵便ニ依ル戸籍届出ニ関スル法律」というのはいわゆる件名である。

## 概要
第75回帝国議会において、政府提出として制定された。
この法律の提案理由として、政府側は、次のように説明している。すなわち、今回の事変（日中戦争）において、戦闘等の公務に従事する者が戸籍の届出を自ら行うことが困難である場合に、届出を他に委託した後、届出前に委託者が死亡したときは、行政実例において届出を受理する取扱いとしていたところ、その効力については明文がないことから、委託者の死亡時に遡及して届出の効力を生ずる旨を明文で認めることとしたいというものである。
本法の内容は、戸籍の届出を委託し、届出の提出前に届出人が死亡した場合は、戦争又は事変に際し戦死その他公務による死亡に限り、裁判所の確認を得て届出が受理されるというものである。その場合、死亡時に届出があったとみなされる。届出人が生存中に郵便による届出をした場合、死亡後でも受理される。その場合、死亡時に届出があったとみなされる。

### 廃止
この法律は、戸籍法（昭和22年法律第224号）により廃止された。戸籍法は、委託又ハ郵便ニ依ル戸籍届出ニ関スル法律の内容のうち、郵送による届出について受け継いでいる（第47条）。